# Dieu le Fils

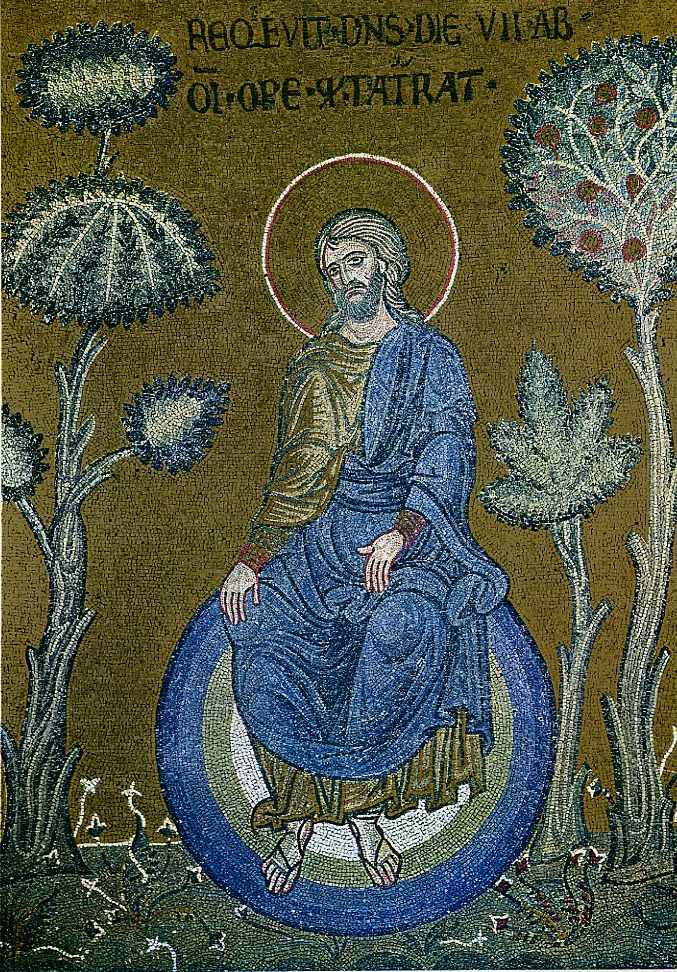
Dieu se reposant après la création - Christ dépeint comme le créateur du monde, mosaïque byzantine à Monreale, Sicile.

Dieu le Fils est une expression désignant Jésus-Christ au sein de la Trinité chrétienne,. 

## Définition
Selon la doctrine de la Trinité, Dieu le Fils est le Verbe divin de Dieu le Père. Ce Verbe est la connaissance parfaite que le Père a de lui-même, l'image exacte du Père, engendrée par le Père ; par conséquent, ce Verbe est Dieu tout comme l'est le Père mais cela sans être le Père. Dieu le Fils est incréé mais engendré de toute éternité par Dieu le Père. Consubstantiel à lui, il est la deuxième hypostase de la Trinité. La troisième, Dieu le Saint-Esprit, est le fruit de l'échange d'amour infini et éternel entre les deux premières hypostases. Après que ce sujet ait été débattu (querelle du Filioque), il en a résulté que les catholiques pensent qu'il procède du Père et du Fils, tandis que pour les orthodoxes, il ne procède que du Père. 
Ces trois hypostases sont co-égales et co-éternelles et sont chacune l'unique Dieu.
La croyance en Jésus-Christ Messie et Fils de Dieu, ressuscité d'entre les morts, est un élément essentiel du kérygme, qui appelle à la conversion
.
L'expression « Dieu le Fils » vient du verset 18 du premier chapitre de l'Évangile selon Jean. En effet, dans le texte original grec se trouve l'expression monogenēs Theos, c'est-à-dire « unique Dieu engendré ».
Il faut distinguer les appellations suivantes :
- Fils de Dieu - en latin : Filius Dei, en grec : ho huios tou Theou (Ο υιός του Θεού)
- Dieu le Fils - en latin : Deus Filius, en grec : ho Theos ho huios (Ο Θεος ο υιος)